# Carl Rushworth
Carl Andrew Rushworth (Halifax, 2 luglio 2001) è un calciatore inglese, portiere del Coventry City in prestito dal Brighton.

## Carriera

### Club
Inizia a giocare nel settore giovanile dell'Huddersfield Town; dal 2017 al 2019 miita per due anni consecutivi nel settore giovanile dell'Halifax Town, club della sua città natale; nel gennaio del 2019 viene acquistato a titolo definitivo dal Brighton, club della prima divisione inglese, con cui per un breve periodo gioca nelle giovanili del club. Nella stagione 2019-2020 gioca in prestito con cui ha collezionato 30 presenze fra campionato e coppe. in Isthmian League (settima divisione inglese) al Worthing, dove prima dell'interruzione del campionato per via della pandemia di Covid-19 disputa 30 presenze tra tutte le competizioni ufficiali (23 delle quali in campionato).
Il 14 agosto 2021 è passato in prestito al Walsall in Football League Two (quarta divisione inglese), dove ha giocato una stagione da titolare, e l'anno successivo è passato con la stessa formula al Lincoln City, questa volta in Football League One (terza divisione inglese). Nell'estate del 2023 è stato prestato allo Swansea City, ed il 5 agosto ha debuttato in seconda divisione inglese nella partita pareggiata 1-1 contro il Birmingham City. Nel corso della stagione gioca tutte e 46 le partite di campionato in programma, subendovi 65 reti.
Il 30 agosto 2024 è stato nuovamente ceduto in prestito, all'Hull City, sempre in seconda divisione; utilizzato di rado (2 presenze in campionato ed una in FA Cup), nella sessione invernale del calciomercato è rientrato al Brighton, dove è stato regolarmente convocato in prima squadra, senza tuttavia mai venire impiegato in partite ufficiali. Il 24 luglio 2025 è stato ceduto in prestito al Coventry City, in seconda divisione.

### Nazionale
Nel 2023 ha vinto con l'Inghilterra Under-21 il campionato europeo di categoria.

## Statistiche

### Presenze e reti nei club
Statistiche aggiornate al 15 agosto 2025.
| Stagione        | Squadra         | Campionato      | Campionato | Campionato | Coppe nazionali | Coppe nazionali | Coppe nazionali | Coppe continentali | Coppe continentali | Coppe continentali | Altre coppe | Altre coppe | Altre coppe | Totale | Totale | Totale |
| Stagione        | Squadra         | Comp            | Pres       | Reti       | Comp            | Pres            | Reti            | Comp               | Pres               | Reti               | Comp        | Pres        | Reti        | Pres   | Reti   |        |
| --------------- | --------------- | --------------- | ---------- | ---------- | --------------- | --------------- | --------------- | ------------------ | ------------------ | ------------------ | ----------- | ----------- | ----------- | ------ | ------ | ------ |
| 2019-2020       | Worthing        | IL              | 23         | -19        | -               | -               | -               | -                  | -                  | -                  | FAT+VT+SSC  | 2+3+2       | -5, -5, -4  | 30     | -33    |        |
| 2020-2021       | Brighton U23    | -               | -          | -          | -               | -               | -               | -                  | -                  | -                  | FLT         | 3           | -6          | 3      | -6     |        |
| 2021-2022       | Walsall         | FL2             | 43         | -56        | FACup+CdL       | 2+0             | -2, 0           | -                  | -                  | -                  | FLT         | 1           | 0           | 46     | -58    |        |
| 2022-2023       | Lincoln City    | FL1             | 42         | -37        | FACup+CdL       | 0+3             | 0, -3           | -                  | -                  | -                  | FLT         | 1           | -2          | 46     | -42    |        |
| 2023-2024       | Swansea City    | FLC             | 46         | -65        | FACup+CdL       | 0+2             | 0, -3           | -                  | -                  | -                  | -           | -           | -           | 48     | -68    |        |
| 2024-gen. 2025  | Hull City       | FLC             | 2          | -2         | FACup+CdL       | 1+0             | -1+0            | -                  | -                  | -                  | -           | -           | -           | 3      | -3     |        |
| gen.-giu. 2025  | Brighton        | PL              | 0          | 0          | FACup+CdL       | 0               | 0               | -                  | -                  | -                  | -           | -           | -           | 0      | 0      |        |
| 2025-2026       | Coventry City   | PL              | 2          | 0          | FACup+CdL       | 0               | 0               | -                  | -                  | -                  | -           | -           | -           | 2      | 0      |        |
| Totale carriera | Totale carriera | Totale carriera | 158        | -179       |                 | 8               | -9              |                    | -                  | -                  |             | 12          | -22         | 178    | -210   |        |

## Palmarès

### Nazionale
- Campionato d'Europa Under-21: 1

Romania-Georgia 2023